# 페드로괄시

페드로괄 시의 위치

페드로괄시(스페인어: Pedro Gual)는 베네수엘라 미란다 주의 지방 자치체로 행정 중심지는 쿠피라이며 면적은 925km2, 인구는 22,579명(2007년 기준)이다.